# لورينزو بيتيني
لورينزو بيتيني (بالإيطالية: Lorenzo Bettini)‏ لاعب كرة قدم إيطالي في مركز الهجوم، بدأ مسيرته مع شباب نادي فيلانوفيز، ثم انتقل إلى نادي بريشيا في موسم 1949-1950 وسجل 22 هدفا في 37 مباراة ثم انتقل إلى نادي روما وحقق لقب دوري الدرجة الثانية موسم 1951-1952 

## اقرأ أيضاً
- برونو كونتي
- فرانشيسكو توتي
- نادي روما